# Portal de Sant Miquel (Cardona)
El Portal de Sant Miquel o Portal de Capdevila és un dels portals d'accés que hi havia a la muralla que envoltava la vila de Cardona.
Dels quatre construïts (Portal de Graells o Portal de Santa Maria, Portal de Barcelona o Portal de Nostra Senyora de la Pietat, Portal de Sant Miquel o Portal de Capdevila i Portal de Fluges o Portal d'en Fortesa o de Sant Roc) el Portal de Graells és l'únic portal d'accés a Cardona que encara resta dempeus. Alhora també existien quatre portals de menors dimensions (portalets o portelles) per permetre la comunicació amb indrets propers de la vila. Aquests portals menors foren el Portal de Fontcalda, el Portalet de la Pomalla, el Portalet del Vall i el Portalet de la Fira.

## Història
El vescomte de Cardona Ramon Folc VI va començar una àmplia reforma a les muralles del castell i de la vila, construint-se cap a la segona meitat del segle xiv i concloent-se de forma definitiva l'any 1420. Un cop closa la vila els accessos es feien a través de quatre portals majors situats segons els punts cardinals.
Situat a l'oest, al capdamunt del carrer homònim (carrer de Sant Miquel) donava entrada als camins rals que arribaven des de Calaf, Torà i Cervera.
El portal de Sant Miquel comptava a la seva esquerra amb una torre lateral de planta quadrangular que flanquejava la portalada. La torre i el portal eren fets amb carreus regulars i units amb morter de calç. La primera referència escrita que tenim d'aquesta portalada és del 1391. La seva advocació es deu a la imatge de l'arcàngel que era venerada a la capella bastida a manera de galeria, darrere del portal.
El portal de Sant Miquel es va enderrocar l'estiu de 1936, tot i que el seu procés de degradació havia començat dues dècades abans amb l'obertura de la farinera industrial La Concepció (1911-1919). Actualment només queda dempeus la torre adjacent al portal. A l'extremitat dreta de la muralla encara es reconeix l'inici de l'arc de la porta.